# A Ferencvárosi TC 1920–1921-es szezonja
A Ferencvárosi TC 1920–1921-es szezonja szócikk a Ferencvárosi TC első számú férfi labdarúgócsapatának egy szezonjáról szól, mely összességében és sorozatban is a 18. idénye volt a csapatnak a magyar első osztályban. A klub fennállásának ekkor volt a 22. évfordulója.

## Mérkőzések
| Színmagyarázat | Színmagyarázat |
| -------------- | -------------- |
|                | Győzelem.      |
|                | Döntetlen.     |
|                | Vereség.       |

### Bajnokság (I. osztály) 1920–21

#### Őszi fordulók
| 1920. augusztus 29. |

| VII. Kerületi SC | 1 – 0       | Ferencváros |
| ---------------- | ----------- | ----------- |
|                  | Jegyzőkönyv |             |

| Üllői út, Budapest |

| 1920. szeptember 5. |

| Ferencváros          | 4 – 1       | Törekvés SE |
| -------------------- | ----------- | ----------- |
| Kertész Nikolsburger | Jegyzőkönyv |             |

| Üllői út, Budapest |

| 1920. szeptember 8. |

| Ferencváros             | 2 – 0       | 33 FC |
| ----------------------- | ----------- | ----- |
| Nikolsburger Tóth Potya | Jegyzőkönyv |       |

| Üllői út, Budapest |

| 1920. szeptember 12. |

| Ferencváros          | 2 – 1       | Kispest |
| -------------------- | ----------- | ------- |
| Nikolsburger Kertész | Jegyzőkönyv |         |

| Üllői út, Budapest |

| 1920. szeptember 19. |

| Ferencváros | 0 – 1       | MTK |
| ----------- | ----------- | --- |
|             | Jegyzőkönyv |     |

| Üllői út, Budapest |

| 1920. október 3. |

| Ferencváros        | 2 – 2       | Vasas |
| ------------------ | ----------- | ----- |
| Hungler II Schwarz | Jegyzőkönyv |       |

| Üllői út, Budapest |

| 1920. október 10. |

| Ferencváros | 2 – 0       | Terézvárosi TC |
| ----------- | ----------- | -------------- |
| Schwarz     | Jegyzőkönyv |                |

| Üllői út, Budapest |

| 1920. november 2. |

| Ferencváros  | 2 – 0       | Magyar AC |
| ------------ | ----------- | --------- |
| Nikolsburger | Jegyzőkönyv |           |

| Üllői út, Budapest |

| 1920. november 14. |

| Ferencváros                             | 4 – 1       | Budapesti AK |
| --------------------------------------- | ----------- | ------------ |
| Hungler II Kertész Kelemen Nikolsburger | Jegyzőkönyv |              |

| Üllői út, Budapest |

| 1920. november 21. |

| Ferencváros | 2 – 1       | Budapesti TC |
| ----------- | ----------- | ------------ |
| Kertész     | Jegyzőkönyv |              |

| Üllői út, Budapest |

| 1920. november 28. |

| Ferencváros  | 1 – 3       | Újpest |
| ------------ | ----------- | ------ |
| Nikolsburger | Jegyzőkönyv |        |

| Üllői út, Budapest |

| 1920. december 5. |

| III. Kerületi TVE | 0 – 3       | Ferencváros         |
| ----------------- | ----------- | ------------------- |
|                   | Jegyzőkönyv | Nikolsburger Scwarz |

| Budapest |

#### Tavaszi fordulók
| 1921. február 13. |

| Budapesti AK | 1 – 0       | Ferencváros |
| ------------ | ----------- | ----------- |
|              | Jegyzőkönyv |             |

| Üllői út, Budapest |

| 1921. február 20. |

| Vasas | 0 – 2       | Ferencváros          |
| ----- | ----------- | -------------------- |
|       | Jegyzőkönyv | Kertész Nikolsburger |

| Üllői út, Budapest |

| 1921. február 26. |

| Magyar AC | 0 – 5       | Ferencváros                  |
| --------- | ----------- | ---------------------------- |
|           | Jegyzőkönyv | Nikolsburger Kertész Schwarz |

| Üllői út, Budapest |

| 1921. március 6. |

| MTK | 3 – 1               | Ferencváros  |
| --- | ------------------- | ------------ |
|     | (1 – 0) Jegyzőkönyv | Nikolsburger |

| Üllői út, Budapest |

| 1921. március 20. |

| Budapesti TC | 1 – 0       | Ferencváros |
| ------------ | ----------- | ----------- |
|              | Jegyzőkönyv |             |

| Üllői út, Budapest |

| 1921. április 3. |

| Ferencváros | 0 – 1       | VII. Kerületi SC |
| ----------- | ----------- | ---------------- |
|             | Jegyzőkönyv |                  |

| Üllői út, Budapest |

| 1921. április 10. |

| Terézvárosi TC | 3 – 5       | Ferencváros     |
| -------------- | ----------- | --------------- |
|                | Jegyzőkönyv | Schwarz Kelemen |

| Üllői út, Budapest |

| 1921. április 17. |

| Ferencváros     | 3 – 1       | III. Kerületi TVE |
| --------------- | ----------- | ----------------- |
| Schwarz Kelemen | Jegyzőkönyv |                   |

| Üllői út, Budapest |

| 1921. május 1. |

| Törekvés SE | 0 – 3       | Ferencváros     |
| ----------- | ----------- | --------------- |
|             | Jegyzőkönyv | Schwarz Kelemen |

| Üllői út, Budapest |

| 1921. május 8. |

| Újpest | 1 – 0       | Ferencváros |
| ------ | ----------- | ----------- |
|        | Jegyzőkönyv |             |

| Budapest |

| 1921. május 22. |

| 33 FC | 0 – 4       | Ferencváros          |
| ----- | ----------- | -------------------- |
|       | Jegyzőkönyv | Nikolsburger Schwarz |

| Üllői út, Budapest |

| 1921. május 29. |

| Kispest | 1 – 1       | Ferencváros |
| ------- | ----------- | ----------- |
|         | Jegyzőkönyv | Hungler II  |

| Üllői út, Budapest |

#### A végeredmény
| #  | Csapat            | J  | Gy | D  | V  | Rg | Kg | Gk  | P  | Megjegyzés |
| -- | ----------------- | -- | -- | -- | -- | -- | -- | --- | -- | ---------- |
| 1  | MTK               | 24 | 21 | 2  | 1  | 82 | 9  | +73 | 44 | Bajnok     |
| 2  | Újpesti TE        | 24 | 14 | 8  | 2  | 39 | 14 | +25 | 36 |            |
| 3  | Ferencvárosi TC   | 24 | 14 | 2  | 8  | 48 | 23 | +25 | 30 |            |
| 4  | III. Kerületi TVE | 24 | 8  | 8  | 8  | 25 | 34 | -9  | 24 |            |
| 5  | Törekvés SE       | 24 | 8  | 7  | 9  | 23 | 36 | +13 | 23 |            |
| 6  | VII. Kerületi SC  | 24 | 8  | 6  | 10 | 22 | 33 | -11 | 22 |            |
| 7  | Kispesti AC       | 24 | 5  | 11 | 8  | 24 | 28 | -4  | 21 |            |
| 8  | Budapesti TC      | 24 | 7  | 7  | 10 | 22 | 35 | -13 | 21 |            |
| 9  | Terézvárosi TC    | 24 | 6  | 8  | 10 | 21 | 37 | -16 | 20 |            |
| 10 | Magyar AC         | 24 | 7  | 5  | 12 | 25 | 36 | -11 | 19 |            |
| 11 | Vasas SC          | 24 | 5  | 8  | 11 | 20 | 30 | -10 | 18 |            |
| 12 | Budapesti AK      | 24 | 6  | 6  | 12 | 17 | 34 | -17 | 18 | Kiesett    |
| 13 | 33 FC             | 24 | 3  | 10 | 11 | 17 | 36 | -19 | 16 | Kiesett    |

### Egyéb mérkőzések
| 1920. szeptember 26. |

| Ferencváros | 0 – 2       | Wiener AC |
| ----------- | ----------- | --------- |
|             | Jegyzőkönyv |           |

| Üllői út, Budapest |

| 1920. október 17. |

| Ferencváros  | 2 – 2       | Rapid Wien |
| ------------ | ----------- | ---------- |
| Nikolsburger | Jegyzőkönyv |            |

| Üllői út, Budapest |

| 1920. december 9. |

| Ferencváros                | 10 – 0      | Műegyetemi AFC |
| -------------------------- | ----------- | -------------- |
| Obitz Nikolsburger Schwarz | Jegyzőkönyv |                |

| Üllői út, Budapest |

| 1920. december 19. |

| Ferencváros            | 3 – 1       | Budapesti EAC |
| ---------------------- | ----------- | ------------- |
| Gállos Mészáros Izsépy | Jegyzőkönyv |               |

| Üllői út, Budapest |

| 1921. március 22. |

| Újpest | 1 – 1       | Ferencváros |
| ------ | ----------- | ----------- |
|        | Jegyzőkönyv | Wiener II   |

| Hungária körút, Budapest |

| 1921. március 26. |

| Ferencváros | 1 – 0       | Kamraterna G. |
| ----------- | ----------- | ------------- |
| Schwarz     | Jegyzőkönyv |               |

| Hungária körút, Budapest |

| 1921. március 27. |

| Ferencváros | 0 – 2       | MTK |
| ----------- | ----------- | --- |
|             | Jegyzőkönyv |     |

| Üllői út, Budapest |

| 1921. május 5. |

| Ferencváros          | 3 – 2       | Műegyetemi AFC |
| -------------------- | ----------- | -------------- |
| Schwarz Nikolsburger | Jegyzőkönyv |                |

| Üllői út, Budapest |

| 1921. május 15. |

| Ferencváros                 | 3 – 2               | SpV Leipzig |
| --------------------------- | ------------------- | ----------- |
| Schwarz Nikolsburger Pataki | (3 – 0) Jegyzőkönyv |             |

| Üllői út, Budapest |

| 1921. május 26. |

| Ferencváros | 1 – 1       | Budapesti EAC |
| ----------- | ----------- | ------------- |
| Schwarz     | Jegyzőkönyv |               |

| Üllői út, Budapest |

| 1921. június 12. |

| Rapid Wien | 1 – 3       | Ferencváros  |
| ---------- | ----------- | ------------ |
|            | Jegyzőkönyv | Nikolsburger |

| Bécs |

## Külső hivatkozások
- A csapat hivatalos honlapja (magyarul)
- Az 1920–1921-es szezon menetrendje a tempofradi.hu-n (magyarul)